# Marcin Rozynek
Marcin Rozynek (ur. 16 maja 1971 w Żywcu) – polski piosenkarz rockowy, autor piosenek i producent muzyczny. Członek Akademii Fonograficznej ZPAV.

## Życiorys
Ukończył II Liceum Ogólnokształcące w Lesznie, a następnie prawo na Uniwersytecie Wrocławskim.
Muzyczną działalność rozpoczął w 1989, działając w zespole Esther. Następnie, w 1992 związał się z grupą Książę i Esther. Rok później został wokalistą zespołu Atmosphere. W 1994 zdobyli drugą nagrodę na Mokotowskiej Jesieni Muzycznej w Warszawie. W 1996 wygrali w konkursie Marlboro Rock In. W 1997 wydali debiutancki album studyjny, zatytułowany Atmosphere. Po premierze płyty zostali uznani „debiutem roku” przez czytelników miesięcznika „Tylko Rock”, a także zdobyli nominacje do nagrody „Fryderyka” w kategorii „debiut roku”. W 1999 wydali drugi album pt. Europa naftowa.
W 2000 poznał Grzegorza Ciechowskiego, który podjął się produkcji jego pierwszego, solowego albumu studyjnego pt. Księga urodzaju, który ukazał się 12 maja 2003. Płytę promował m.in. singlem „Siłacz”, który stał się ogólnopolskim przebojem. W październiku 2004 wydał drugi album pt. Następny będziesz ty. Na płycie umieścił m.in. singiel „Nick of Time”, z którym zajął trzecie miejsce w finale Krajowych Eliminacji do Konkursu Piosenki Eurowizji 2004. Również w 2004 zdobył „Fryderyka” w kategorii „wokalista roku”, Superjedynkę na 41. KFPP w Opolu oraz Nagrodę Muzyczną Eski w kategorii „artysta roku”.
We wrześniu 2006 wydał trzeci solowy album pt. On-Off, który promował m.in. singlem „O takich jak ja i ty”. Za teledysk do piosenki był nominowany do nagrody Yach Film. 9 lutego 2009 wydał czwarty album pt. Ubieranie do snu, a 25 września 2012 – płytę pt. Second Hand.
W czerwcu 2019 był jedną z gwiazd koncertu „Nie pytaj o Polskę – #30LatWolności” w ramach 56. KFPP w Opolu.

## Życie prywatne
Wychowywał się w Radziechowach. Ma troje dzieci – Filipa, Juliusza i Helenę.

## Dyskografia

### Albumy
| 1997                           | Atmosphere (oraz Atmosphere) - Data: 1997 - Wydawca: Columbia Polska           | –  |
| 1999                           | Europa naftowa (oraz Atmosphere) - Data: 1999 - Wydawca: Columbia Polska       | –  |
| 2003                           | Księga urodzaju - Data: 12 maja 2003 - Wydawca: Sony Music Polska              | 10 |
| 2004                           | Następny będziesz Ty - Data: 11 października 2004 - Wydawca: Sony Music Polska | 20 |
| 2006                           | On-Off - Data: 11 września 2006 - Wydawca: Sony BMG                            | 25 |
| 2009                           | Ubieranie do snu - Data: 9 lutego 2009 - Wydawca: Sony BMG                     | 47 |
| 2012                           | Second Hand - Data: 25 września 2012 - Wydawca: EMI Music Poland               | –  |
| 2023                           | Coraz Inaczej (oraz Atmosphere) - Data: 2023 - Wydawca: Lauda Records          | –  |
| „–” pozycja nie była notowana. |                                                                                |    |

### Single
| 2003                           | „Najlepsze”                                            | 33 | 50 | –  | Księga Urodzaju      |
| 2003                           | „Siłacz”                                               | 9  | 3  | –  | Księga Urodzaju      |
| 2003                           | „Ślepy los”                                            | 49 | –  | –  | Księga Urodzaju      |
| 2004                           | „Nick of Time”                                         | 39 | 48 | –  | Następny Będziesz Ty |
| 2004                           | „Następny będziesz ty”                                 | 32 | 41 | –  | Następny Będziesz Ty |
| 2004                           | „Nie pasuje”                                           | 38 | 20 | –  | Następny Będziesz Ty |
| 2004                           | „Samotny jeździec pozaprzestrzeni”                     | –  | 46 | –  | Następny Będziesz Ty |
| 2005                           | „Nibyja”                                               | –  | –  | –  | Następny Będziesz Ty |
| 2006                           | „Historia miłosna '06”                                 | 49 | 47 | –  | On-Off               |
| 2006                           | „Deszczowe dni”                                        | 46 | 32 | –  | On-Off               |
| 2006                           | „O takich jak ja i ty”                                 | –  | –  | –  | On-Off               |
| 2007                           | „Jeśli pragniesz”                                      | –  | –  | –  | On-Off               |
| 2007                           | „Pierwsze strony gazet”                                | –  | –  | –  | Ubieranie do snu     |
| 2008                           | „Nigdy nie patrz w dół”                                | –  | –  | 43 | Ubieranie do snu     |
| 2008                           | „Last minute”                                          | –  | –  | –  | Ubieranie do snu     |
| 2009                           | „Ubieranie do snu”                                     | –  | –  | 34 | Ubieranie do snu     |
| 2009                           | „Piano”                                                | –  | –  | 46 | Ubieranie do snu     |
| 2009                           | „Z kolekcji wiosna 2009”                               | –  | –  | 69 | Ubieranie do snu     |
| 2009                           | „Tok Music”                                            | –  | –  | –  | Ubieranie do snu     |
| 2010                           | Magda Wójcik – „Nie wymińmy się” (oraz Marcin Rozynek) | –  | 27 | –  | Utkane z wyobrażeń   |
| 2012                           | „Mru Mru”                                              | –  | –  | –  | Second Hand          |
| „–” pozycja nie była notowana. |                                                        |    |    |    |                      |

### Gościnnie w utworach
| Rok  | Album | Utwór                       |
| ---- | --- | --------------------------- |
| 2002 | Wojciech Waglewski – Tytus, Romek i A’Tomek wśród złodziei marzeń - Data: 25 marca 2002 - Wydawca: Sony Music Polska | - „Szaruga”                 |
| 2008 | Bogusław Mec – Duety - Data: 12 września 2008 - Wydawca: Agora S.A.                                                  | - „Z wielkiej nieśmiałości” |
| 2010 | Magdalena Wójcik – Utkane z wyobrażeń - Data: 26 marca 2010 - Wydawca: Universal Music Group                         | - „Nie wymińmy się”         |
| 2012 | Kielich – Dziecko szczęścia - Data: 17 kwietnia 2012 - Wydawca: Universal Music Group                                | - „Rodzaj męski”            |